# غلين سلمون
غلين سلمون (بالإنجليزية: Glen Salmon)‏ (24 ديسمبر 1977 زيمبابوي - ) هو لاعب كرة قدم جنوب أفريقي، شارك في كأس الأمم الأفريقية 2000.

## روابط خارجية
- غلين سلمون على موقع قاعدة بيانات كرة القدم.إي يو (الإنجليزية)
- غلين سلمون على موقع ناشيونال فوتبول تيمز (الإنجليزية)